# Enicospilus maurus
Enicospilus maurus är en stekelart som beskrevs av Ian D. Gauld och Mitchell 1981. Enicospilus maurus ingår i släktet Enicospilus och familjen brokparasitsteklar. Inga underarter finns listade i Catalogue of Life.